# Gueorgui Adelsón-Velski
Gueorgui Maksímovich Adelsón-Velski (en ruso: Гео́ргий Макси́мович Адельсо́н-Ве́льский, nombre que también es transliterado al inglés como Georgy Adelson-Velsky) (8 de enero de 1922-2014) fue un científico de la computación y matemático ruso. Junto con Landis ideó en 1962 el árbol AVL, primer árbol binario autoajustable.
En 1965 dirigió el desarrollo de un programa de ajedrez en el Instituto de Física Teórica y Experimental de Moscú.